# Der Tod des Vergil

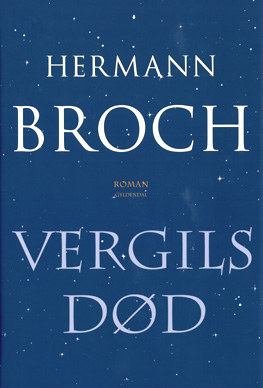
61 Jahre nach dem Erscheinen der Originalausgabe erschienen 2006 erstmals Übersetzungen ins Dänische und ins Norwegische.

Der Tod des Vergil ist ein historischer Roman von Hermann Broch, der im Juni 1945 gleichzeitig auf Englisch und Deutsch bei Pantheon in New York erschien. Seit 1936 hatte der Autor an dem Werk gearbeitet. Der Roman wurde bis 1976 auch auf Spanisch, Französisch, Serbo-Kroatisch, Italienisch, Polnisch, Schwedisch, Japanisch, Tschechisch, Rumänisch und Ungarisch herausgebracht.
Ausgangspunkt für den Roman bilden die letzten achtzehn Stunden im Leben des römischen Dichters Vergil.

## Entstehung
In einem Zeitraum von neun Jahren entstanden ab 1936 fünf Fassungen des Vergil-Stoffes:
1. Die Heimkehr des Vergil (1936), neunseitiges Manuskript, 1937 Version für den Rundfunk, erstmals abgedruckt 1953 in der Neuen Rundschau
2. [ohne Titel] (1937), 48-seitiges Typoskript, erstmals veröffentlicht 1976
3. Erzählung vom Tode (1938), 55-Seiten-Typoskript, vor und während der dreiwöchigen Haft in Bad Aussee[6] bearbeitet
4. Die Heimfahrt des Vergil (1938–40), 338-seitiger Schreibmaschinentext
5. Der Tod des Vergil (Mitte 1940 bis Anfang 1945), Roman-Endfassung

## Inhalt

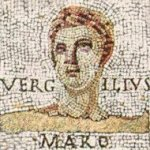
Publius Vergilius Maro

Brochs Roman stützt sich auf die teils legendenhaften Überlieferungen vom Leben des Dichters und bezieht sich auf ein historisches Ereignis. Am Abend des 20. September 19 v. Chr. landete Vergil im Hafen Brundisium. Augustus hatte den vom Tode gezeichneten Dichter der Äneis in Athen gedrängt, auf einem Schiff der kaiserlichen Flotte von Epirus aus die beschwerliche Heimreise auf sich zu nehmen. Als Bauernsohn aus Andes bei Mantua hätte er lieber in Griechenland – fernab von Rom – in schöpferischer Muße und philosophischen Betrachtungen gelebt. Am Tag darauf starb Vergil.

### I Wasser – Die Ankunft
Die äußere Handlung schildert, wie der Kranke am Abend in einer Sänfte vom anlandenden Schiff durch das mit Schaulustigen überfüllte Hafenviertel Brundisium, die steil ansteigende Elendsgasse hinauf zum kaiserlichen Palast getragen und dort in einem Gastgemach von Sklaven versorgt wird. Anlass des Menschenauflaufs sind die Ankunft und der bevorstehende Geburtstag des Kaisers. Kraftlos vom Husten, vom Fieber, umklammert er fest den Griff seines Manuskriptkoffers. Der Marsch der Träger durch den „vielfältigen Dunst der Menschentiere“ wird gelenkt vom vorausschreitenden Knaben Lysanias, der ihm den Weg durch das Gedränge bahnt, indem er ihn als Zauberer und großen Dichter ausruft. Das beeindruckt den Pöbel jedoch wenig und man verspottet ihn als lebenden Leichnam, der das Zurückschleppen nach Italien nicht wert ist. Lysanias begleitet den Sterbenden als sein nur ihm sichtbarer Genius und seine kindliche Lebensstufe durch das ganze Buch.
Im Zentrum des Romans steht die innere Handlung: In personaler Form wird das Geschehen, v. a. der Kp. I, II und IV, konsequent aus der Perspektive des Protagonisten erzählt und in einer Art Bewusstseinsstrom mit seinen Gedanken vermischt. Er fühlt, dass er sterben wird, und gerät dadurch in eine existentielle Krise, die er zu fassen sucht, indem er das schwer Erklärbare und eigentlich Unsagbare – wie später seine Visionen von Unter- und Überwelt – mit immer neuen Wortschöpfungen spiralförmig umkreist. Sein Weltbild ist geprägt von polaren Kräften, die im ersten Kapitel in einer Wassermetaphorik miteinander verbunden werden: Wellen, heimflutend, verbrandet, hinweggespült usw. In Rückblicken erinnert er sich an verschiedene Lebenssituationen, v. a. an seine behütete Kindheit bei den bäuerlichen Eltern, seine Rolle als Günstling des Kaisers. Dann, ins Philosophische erweitert, denkt er über den Tod und sein Dichten im Zwischenbereich der Dämmerung als Gleiten im Strom des Lebens zwischen Licht und Dunkel, Erde und Himmel, Vergänglichkeit und Ewigkeit nach. Durch sein Leiden ist sein Bild von sich als Dichter-Prophet, der Zugänge sucht zu den Geheimnissen des ewigen Lebens und hinter der Vielfalt die Einheit und Wahrheit entdeckt und sprachlich formt, ins Wanken geraten, wie er es in der folgenden langen Satzreihung mit ungewöhnlichen Komposita-Bildungen ausdrückt: Dieses „Dahinfluten bis zu den nimmermehrerreichbaren Traumgewölben, aber dieses Fluten, aus dem Herzen entspringend, an den Gewölbegrenzen verbrandend und wieder heimflutend ins Herz, nahm Sehnsuchtswelle um Sehnsuchtswelle in sich auf […] brachte die dämmerungsschwingende mütterliche Sternwiege ihres Urbeginns zum Stillstand, und umzuckt von den dunklen Blitzen des Unten, von hellen des Oben, geschieden in Licht und Finsternis, in Schwärze und Grellheit, zweifarbig die Wolke, zwiefach der Ursprung, gewitterschwül, lautlos, raumlos, zeitlos. Oh aufgebrochene Höhle des Innen und Außen, oh, groß hinziehende Erde! – so klaffte die Nacht auf, zerbarst der Schlaf des Seins; stumm hinweggespült waren Dämmerung und Dichtung, hinweggespült ihr Reich, zerbrochen die Echowände des Traumes, und verhöhnt von den stummen Stimmen der Erinnerung, schuldbeladen und hoffnungsgebrochen, flutenüberströmt, flutenentführt, versank des Lebens übergroßes Aufgebot zum schieren Nichts. Es war zu spät geworden, es gab nur noch Flucht, das Schiff lag bereit, der Anker wurde hochgezogen; es war zu spät“.

### II Feuer – Der Abstieg
In seiner letzten Nacht versammelt Vergil, gierend nach dem Leben, „nochmals alles Sein in sich […], um lauschen zu können“, er fiebert und träumt, spricht mit aus seiner Vergangenheit auftauchenden Personen. In seinem Bett denkt er nicht nur über sein Leben, sondern auch über die Wirklichkeitserfassung durch seine Dichtung nach. Sie erscheint ihm eigentlich unbeschreiblich und nur in einer Bilderfolge in Annäherungen möglich: „Denn prall von Wirklichkeit sind die Bilder, weil Wirklichkeit stets nur wieder durch Wirklichkeit versinnbildlicht wird – Bilder und Aber-Bilder, Wirklichkeiten und Aber-Wirklichkeiten, keine wahrhaft wirklich, solange sie alleine steht, dennoch jede einzelne Sinnbild einer letztwirklichen Unerkennbarkeit, die ihre Gesamtheit ist“. Diesen Gedanken verbindet er bei der zunehmenden Brüchigkeit seines Körpers mit dem Wunsch, „es möge seine körperliche Einheit, die ihm mehr und mehr zu einer Scheineinheit geworden war, endlich aufgelöst werden, damit das Außergewöhnliche erfolge, damit Auflösung zur Erlösung werde, zur neuen Einheit, zum endgültigen Sinn“ und dies hatte ihn als kindliche Ängstlichkeit „von frühester Jugend an begleitet und verfolgt“. Sein Leben und Dichten war ein „einziges, unendliches Lauschen“ auf die Strömungen des Lebens um ihn ins Abgründige der „Erddunkelheit“ hinab und in die ewige „Sphären des Himmelslichtes“ empor, „janusartig stets beiden angehörig“, den Regionen des „Sternschwebens wie denen der Steinschwere“. Jetzt lauscht er dem Sterben und sieht, dass der Tod als Horizont des Seins von Anfang an in ihm angelegt war und dass er seine Aufgabe als Dichter immer darin sah, im „Zwischenreich des Abschieds“ das „Erkenntnisbild des Todes“ als Rückkehr des schicksalhaften Kreislaufs zur Einheit zu erfassen. Diese Lebensaufgabe war kein freier Entschluss, es war „ein schicksalsbefohlenes […] Müssen, dass er seine eigene Gestalt in der des Todes suche, um hierdurch der Seele Freiheit zu gewinnen“. Vergil hat sich im Leben nie gegen das Sterben gewehrt, wohl aber „gegen Gemeinschaft und Liebe“. Dieses Eingeständnis führt ihn im „Strom der Erinnerung“ an die Kindheitsorte seines goldenen Zeitalters zurück, zu seiner geliebten Plotia, die in den Gedanken des mehr an Knaben interessierten Dichters immer wieder die Funktion seiner Muse übernimmt, an die posillipische Höhle und an seine Dichtungen, aber das alles ist „verweht wie braunes Laub, nicht mehr erinnert, nur noch gewußt“. Beim Lauschen auf die Strömungen des Sterbens hört er nur undifferenzierte Geräusche, ein Stimmendickicht und keine erkenntnisreiche Einzeltöne, die zu einer neuen Einheit führen: „unrettbar ist der Verirrte im Dickicht eingekerkert, keine Bresche, keine Lichtung ist zu legen“. Er muss sich eingestehen, dass die Hoffnung des Sterblichen auf „Weltenerkenntnis […] vermessen und den Göttern ein Greuel“ ist. Sie „zerbräche an den Wänden der Unhörbarkeit“. Er versteht jetzt die vergeblichen Hoffnungen der „Pöbelinbrunst“, der „kreatürlichen Massen“ auf irdisches Glück durch einen cäsarischen, gottähnlichen Führer besser, auf die er in seiner Überheblichkeit immer herabgesehen hat.
Nach dieser Klage über das Scheitern aller Erkenntnisbemühungen erhebt sich Vergil von seinem Lager, blickt zum Fenster hinaus auf den Sternenhimmel und entwickelt die Idee des suchenden Menschen, der sich selbst, die eigene Seele, entdecken muss, „die Einheit des Seins, […] das reine Jetzt, das dem All und dem Menschen gemeinsam ist“, und der „die Erkenntnis der Vergeblichkeit“ braucht: „denn nur im Irrtum, nur durch den Irrtum, in den er unentrinnbar hineingehalten ist, wird der Mensch zum Suchenden […] Das Nicht-Erkennen, es wird ihm zum Wissensgrund,\ da es das fließende Wachstum seiner Seele ist,\ das unvollendbar Unvollendete seines eigenen Selbst“. Obwohl er keine höhere, universale Erkenntnis gewonnen hat, ist es für ihn ein Trost, dass er in der Welt Erfahrungen sammelte, und er hat die Zuversicht, dass nichts umsonst geschehen ist und darin ein Sinn liegt. Sein neuer Ausgangspunkt ist der prometheische Gedanke der irdischen Verwurzelung aller Fragen. Der Blick aus dem Fenster nach unten auf die Erde und zum Himmel zeigt ihm eine Kontrastszenerie: Auf der Straße sieht er eine streitende, derb-burleske Dreiergruppe, die in den folgenden Reflexionen immer wieder die unmündige, durch den Führer manipulierbare und an Bildung und Erkenntnis nicht interessierte Masse repräsentiert. Aber beim Blick nach oben auf den Sternenhimmel hat er die Vision einer alles umfassenden Harmonie, die die Gegensätze auflöst. So wird ihm die Schönheit der Nacht zum Symbol für die Aufhebung der inneren und äußeren Grenzen, „als das Unendlichkeitsspiel des irdischen Menschen in seiner Irdischkeit […] die schöne Selbsttäuschung aufs neu und aufs neu wiederholt,\ die Flucht in die Schönheit, das Fluchtspiel;\ Da enthüllt sich dem Menschen die Starrheit der verschönten Welt, […] die bloß in der Wiederholung unvergänglich wird und\ um solcher Schein-Vollkommenheit willen stets aufs neue\ gesucht werden muß“. Zugleich spürt er gegen diese erstarrte Schönheit „aus dem Raum seines tiefsten Vorwissens“ die „Verlockung einer ungeheuren Ur-Lust […] zur Allzersprengung, zur Weltzersprengung und zur Ich-Zersprengung“. Diese Zerstörungslust an allen Ordnungsprinzipien stammt aus der Vorschöpfung und ist begleitet von einem lauten Lachen, das die Menschen mit den Göttern verbindet: „es stammt das Lachen aus dem Wissen um die Ungöttlichkeit der Götter […] es stammt aus jener unruhigen, beunruhigend durchsichtigen Zone der Gemeinsamkeit\, die dämonisch zwischen dem Jenseitigen und dem Diesseitigen gespannt ist,\ damit in ihr, in solch dämmerhafter Dämmerzone\ Gott und Mensch einander begegnen können“. Dieses Lachen enthält den „Zersprengungskeim, der aller Weltenschöpfung von Anbeginn eingeboren ist, unausrottbar“ und signalisiert die „Überflüssigkeit jedweder Erkenntnis“.
Auf dieser neuen Einsicht basiert Vergils Literaturkritik, ein Schwerpunkt des 2. Kapitels. Er fühlt sich als Dichter hoffnungslos „zurückgesunken ins Vorschöpferische zurückgesunken ins Sinn-Entleerte […U]mrandet von dem Schattengebirge ihrer Vorgestorbenheit, das von keinem irdischen Sterben zu überflügeln ist, lag die Welt vor ihm hingebreitet, schönheitsdurchwirkt und lachenszersprengt, sprachverlustig und gemeinschaftslos, Folge des Eidbruchs, dessen sie schuldig geworden war; statt den unbekannten Gott, statt dem pflichtzugekehrten Eidträger waren die drei dahergekommen, die Träger der Unpflicht“. Wahre Kunst dagegen enthält „Eid und Erkenntnis […], so weit sie Menschenschicksal ist und Seinsbewältigung, so weit sie sich am Unbewältigten erneuert […] indem sie die Seele zu fortgesetzter Selbstbewältigung aufruft und sie solcherweise Schichte um Schichte ihrer Wirklichkeit aufdecken […] läßt […] hinabdringend zu den niemals erreichbaren, trotzdem stets erahnten, stets gewußten Dunkelheitsregionen des Ich-Werdens und Ich-Verlöschens […] doch zugleich auch Eingang und Ausgang all dessen, was ihr Wahrheit ist“. Sie kann durch keine Gewaltanstrengung gefunden werden, sondern nur durch „die Gnade der Selbsterkenntnis Deshalb stockte die Beendigung der Äneis seit Monaten. In seinen „armseligen Versen“ hat er jene erforderliche „überirdische Sprache“ zur „Aufdeckung des Göttlichen“ nicht gefunden und damit die „menschliche Aufgabe der Kunst“ nicht zu seiner Zufriedenheit lösen können. Mehr noch, der Dichter zweifelt an seiner Künstlerschaft. Ist er nicht, in den „Kerker der Kunst geworfen“ weiter nichts als ein „eitler Träumer“, ein „Ehrgeizling“?  Der Schönheit frönen reiche nicht. Auf die Erneuerung komme es an. Das Wissen um das Sterben habe sich als unerlauschbar erwiesen. Vergil beklagt seine „sträfliche Überschätzung des Dichtertums“ und vergleicht sich mit dem Sänger Orpheus, dessen schöne Lieder nur während der Zeit ihres Vortrags wirkten, aber nicht die Ängste der Menschen auf Dauer vertreiben konnten. Er wollte. indem er mit „des Liedes Zauberkraft“ von der Macht der Schönheit „den Abgrund der Sprachstummheit“ der Menschengemeinschaft zu überbrücken versuchte, „Heilsbringer“ sein und war nur ein „Rauschbringer“. Das Volk konnte er mit seinen Werken nicht erreichen, denn der „Pöbel“ folgt vielmehr mit seinen irdischen Instinkten dem Herrscher, der es mit Zirkusspielen, Wein und Mehl ködert und beherrscht. In seinem Lebensrückblick kritisiert Vergil in Variationen immer wieder sein eigenes Dichten, das er als „Pöbelhaftigkeit“, als „nichtswürdig armseliges Literatenleben“ und als Verrat am Göttlichen wie an der Kunst“ bezeichnet: rauschhaft mit erstarrten Schönheitsschablonen, künstlerisch verspielt, eitle Wortemacherei. Seine Bilanz ist sowohl für den Autor wie auch sein Publikum ernüchternd: „Der Erkenntnislose als Erkenntnisbringer für die Erkenntnisunwilligen, der Wortemacher als Spracherwecker für die Stummen, der Pflichtvergessene als Verpflichter der Pflichtunwissenden, der Lahme als Lehrer der Torkelnden“.
Insgesamt beklagt er in mit phantasievollen Formulieren gefüllten langen Satzreihungen sein doppeltes Scheitern: nicht nur als Heilbringer, sondern auch als Mensch, der am wirklichen Leben nicht teilgenommen hat und in Einsamkeit erstarrt ist. Jetzt im Sterben verliert er auch noch seine Erinnerungen. Nach allen Seiten hin ist er bewegungslos: „und echolos war er, echolos toter Widerhall in den zu unabänderlichen Endgültigkeit emporgeschossenen Wüstenbergen des Tartarus, stummer Widerhall im regungslos versiegenden Innen und Außen […] er war ein blickloser Schädel, hingerollt in das Steingeröll am Schattengestade des Vergessens, […] hingerollt zum Nichts, vor dessen Ausweglosigkeit sogar das Vergessen erlischt, er war nichts als ein blindstarrendes Auge, er war rumpflos, stimmlos, lungenlos, atmungsentblößt, ja so war er hingeschleudert zur unterweltlich luftleeren Blindheit: Schatten zu lösen war sein Auftrag gewesen, er hatte Schatten geschaffen […] es war der Auftrag an ihn ergangen, noch einmal die Steine des Grabes zu rücken, auf daß das Menschliche zur Wiedergeburt erstehe, auf daß die lebendige Schöpfung als Gesetz […] werde […] und er war in der erstarrten Leere der Oberfläche geblieben“. Durch seine Reflexionen schraubt er sich wortreich hinein in eine „grenzenlose[-] Alltagstrauer des noch bestehenden Seins, die jedwede Vielfalt und jedwede Verdoppelung ins Übermaß der eigenen Grenzenlosigkeit hebt und damit aufhebt, mitaufgehoben das Ich, aufgesaugt und erdrückt von der Grenzenlosigkeit und ihrer trauernden Leere, deren Grauensahnung der verdoppelten Schrecken, das verdoppelte Entsetzen heranträgt und zugleich in sich auflöst, mitaufgelöst das Ich, aufgelöst und einverstarrt in den Blick des ringsum Drohenden, das blickbedrohte Ich […] es ward auf den letzten Rest seiner Wesenheit zusammengepreßt, ward vernichtet zum Unraum seiner Unerschaffenheit, seines Undenkens […] das Ich war seiner selbst verlustig geworden, war beraubt seines Menschentums, von dem nichts geblieben war, nichts als die nackteste Nacktheits-Schuld  der Seele“. Dieses Gefühl der totalen Verlassenheit in einem Unterwelt-Totenreich beschreibt er in immer neuen Assoziationen mit Paradoxa, Zerstörungen benennenden Wörtern und Negationen wie Un-Licht, lichtlos, Dauermord, Unheil, stillstandsgejagt, aschenlos, zersprengt, zerbersten, sprachberaubt, unverewigt, Un-Himmel, Dom des Un-Raums, Ungeschöpflichkeit, „Welch Umkehr des Innen und Außen! Welch fürchterliche Umstülpung! Ringsum brannten die Gruftstraßen und die Gruftststädte der totenbewohnten Erde, ringsum starrte die steinerne Zwecklosigkeit menschlichen Rasens […] ringsum standen steif die zündungskalten irdischen Flammen, und es war die Entschöpflichung des Menschen, die Schöpfungsentthronung des Gottes, steinern umbleckt vom sterbensentblößten Schöpfungstode –, in Angstzwietracht verwirrt der Götter Ratschluß, nach dessen Willen es hatte geschehen müssen. Denn Schöpfung verlangt nach immerwährender Auferstehung“.
Als es Vergil gelingt, seinen Blick aus dem Fenster wieder auf die Lampe in seinem Zimmer zu richten und Lysanias ihm Wein anbietet, kehrt ein Gefühl der Ruhe ein und er kann sich von den apokalyptischen Angstbildern befreien. „Die Vorhölle des Scheintodes hatte ihn verlassen“. Jetzt hat er ein Bedürfnis sich zu lösen von seinen Schriften und die Äneis als Opfergabe für seine Verfehlungen als Dichter zu verbrennen. Er gibt Lysanias den Auftrag: „Die Sprache vernichten, die Namen vernichten, damit wieder Gnade sei.“ Doch der Knabe will dies verhindern und gibt ihm seine Dichtung zu lesen, aber er weist die Manuskriptrollen zurück. „Unerlernbar war die Sprache, unerlesbar, unerlauschbar.“ Darauf rezitiert Lysanias einige Verse aus dem 8. Gesang (V. 310–369) in denen der Fürst Euander von der göttlichen Natur seines Landes erzählt. Das inhaltlich Erinnerungsfähige hatte sich für ihn aufgelöst, das Gedicht „kehrte in die hüllenlose Nacktheit seiner Vorgeborenheit zurück, in die klingende Unsichtbarkeit, der alle Dichtung entstammt, wiederaufgenommen von der reinen Form, in ihr sich selber findend gleich einem Echo seiner selbst, der Seele gleichend, die in ihrem Kristallgehäuse sich selber erklingt“. Der Klang führt ihn in traumhafte Visionen. Er fühlt eine „Erwachensbereitschaft“, eine Wiederauferstehung, eine Heimkehr zu seinem Glauben an die Deutung und Umsetzung sphärischer, transzendenter Stimmen, die in ständigen Auf- und Abwärtsbewegungen mit seinem Herzen korrespondieren und nach Gestaltung rufen. In der Morgendämmerung vermischen sich ihm Traum und Wirklichkeit. In einer Paradieslandschaft spricht ein an Lysanias erinnernder knabenhafter Engel zu ihm: „Tritt ein zur Schöpfung, die einstmals war und wieder ist: du aber sei Vergil geheißen, deine Zeit ist da!“ Dann fällt er in einem traumlosen Schlaf in die „Süße des Allesvergessens“. Auch in anderen Szenen erscheint und verschwindet der Knabe im Wechsel mit dem Sklaven vor Vergils Augen, und es fraglich, ob er eine eigenständige Figur ist oder nur eine Projektion ihm unbewusster Gedanken oder seiner eigenen Kindheit: „Ausgang und Eingang sind eines, Kindschaft des Anfangs und Endes“. Zudem passen die von Lysanias aus der Äneis zitierten Verse interpretierend zu Vergils Situation, z. B. nach Äneas Rückkehr aus dem Totenreich (6. Gesang): „Zwiefach ist der Ausgang der Träume: War es ein Wahrtraum […] war es ein Gaukelspiel […] Ist’s nicht auch dein Weg, Vergil, den der Äneas gegangen?“

### III Erde – Die Erwartung
Am nächsten Morgen wird Vergil zuerst von zwei Freunden besucht, den Dichtern Plotius Tucca und Lucius Varius. Er diskutiert mit ihnen über die Aufgaben der Kunst. Im Gegensatz zu seinen selbstkritischen Erkenntnissen der letzten Nacht vertreten sie die traditionelle antike Ästhetik von dem Wahren und Schönen als Merkmale der hinter der alltäglichen Realität verborgenen unvergänglichen harmonischen Welt, die der Künstler darstellen müsse, und führen Horaz und Lucrez als Beispiele an. Vergils Äneis gehöre in die Kategorie der großen unsterblichen Werke, wie Homers Epen, und dürfe nicht verbrannt werden. Für Vergil dagegen ist das höchste Gesetz der Wirklichkeit „der Eros in des Seins Ablauf […] das Gesetz des Herzens“:  „Die Wirklichkeit ist die Liebe“.  Die neue Kunst müsse die alten Geleise verlassen und wieder zum Ursprünglichen, Unmittelbaren zurückkehren. Die Bedeutung der Liebe für den Alltag wird von den Freunden nicht bestritten, aber ein Dichter dürfe nur die erhabene Liebe, z. B. zwischen Äneas und Dido, gestalten und nicht einfache Liebesgeschichten, wie es die jüngeren Schriftsteller praktizierten. Sie sorgen dafür, dass Charondas aus Kos, der Leibarzt Augustus, den Kranken untersucht und behandelt. Nach aufmunterndem Zuspruch und der Waschung seines Körpers mit warmem Essig fühlt sich Vergil wohler und fällt in einen wachtraumartigen Zustand. In seinem Raum bildet sich eine transparente exotische Urwaldlandschaft ein, in der sich unter üppigen Weidengebüschen Plotia und er als pflanzliche Wesen miteinander verbinden. Überlagert wird die Halluzination von der Liebesgeschichte Äneas und Didos (4. Gesang). In diesem Märchentraum fließen die Zeiten harmonisch ineinander, während sein Sklave, als Projektion seiner eigenen alternativen Gedanken, aus dem Raumhintergrund auf die Trennung der Liebenden durch die götterbestimmte Lebensaufgabe Äneas sowie Vergils hinweist: „des Weibes Schicksal ist Vergangenheit, das deine aber, Vergil, ist Zukunft“.

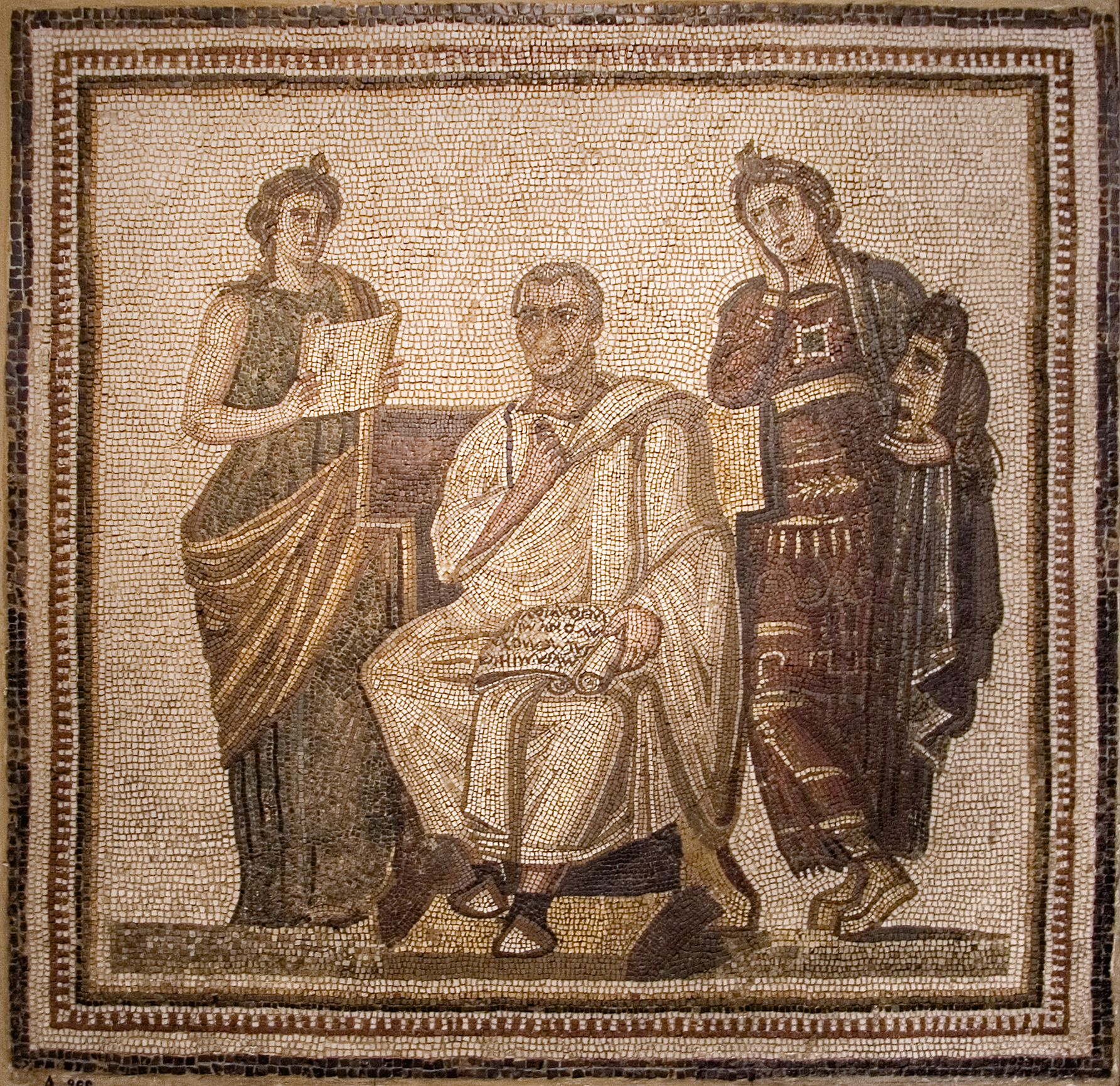
Vergil mit dem Manuskript der Äneis – dargestellt zusammen mit den Musen Clio und Melpomene.

Die Gartenkulisse verblasst, als der Kaiser Octavian Augustus den Kranken besucht und sich einige ihn verherrlichenden Verse aus dem 8. Gesang der Äneis vortragen lässt. Im Folgenden diskutieren die beiden lange über die Rolle der Literatur in der Gesellschaft. Dieses Streitgespräch bildet den Schwerpunkt des 3. Kapitels, denn der Autor thematisiert damit zugleich die zeitgenössische Diskussion in den 20er und 30er Jahren über die Gefahr der Instrumentalisierung der Kunst durch den Staat. Augustus fordert die Einordnung der Dichtung in seine Staatskunst. Er sieht in seiner Friedensordnung ein Gebilde der Harmonie und das Gleiche erwartet er von der Baukunst und der Literatur. Deshalb beansprucht er die Äneis als Nationalepos und „Sinnbild des römischen Geistes“ für sein Volk. Ein so vollkommenes Werk gehöre nicht dem Dichter allein. Für Vergil dagegen ist seine Dichtung erwachsen aus seiner persönlichen Erfahrung und deshalb bis zur Veröffentlichung sein Eigentum. Er hält die Äneis für unvollendet, weil darin seine Todeserkenntnis fehle und es nur eine Oberflächenerkenntnis des Lebens enthalte. Deshalb möchte er das Manuskript nicht aus der Hand geben: „[I]ch überschaue mein Leben und ich sehe das Ungetane darin“. Für seinen Erkenntnisverlust macht er die Zeit verantwortlich, die Entfernung der Menschen von den Göttern und, durch die Verkerkerung ihrer Seelen, ihr Unvermögen, deren Stimmen zu vernehmen. Schicksalhaft verändere die Zeit „das große Erkenntnisgewebe, in dessen fließende Maschen der Mensch verfangen ist und an dem er trotzdem unablässig weiter zu arbeiten hat, damit es zum Allgewebe werde und nicht zerreiße: geheimnisvoll mit dem Sein vereint“. Augustus sieht das anders. Die existentielle Situation habe sich im Laufe der Zeiten nicht geändert, die Menschen hätten schon immer Verantwortung für die Gestaltung ihres Lebens im Staat übernehmen müssen, und dies sei Vergil als Dichter gelungen. Dessen Selbstkritik und seine schicksalhafte Deutung sieht er als übertrieben an. Die komplizierten, teils labyrinthischen Gedanken Vergils, z. B. über das Gleichnis der Dichtung bzw. des Staats, kann der Pragmatiker nicht nachvollziehen. Meistens reden die beiden aneinander vorbei. Augustus hält eine lange Rede über seine Staatstheorie. Für ihn verkörpert der von ihm geschaffene römische Staat die göttliche Ordnung, die er nach den Bürgerkriegen der Republik wieder hergestellt hat, der Einzelne und seine Frömmigkeit ist dabei dem Ganzen, das ihn schützt, untergeordnet: „Die Liebe der Götter gilt nicht dem Einzelnen, er ist ihnen gleichgültig und sie kennen seinen Tod nicht“. Das Volk sei nicht an Vergils Erkenntnis der Wahrheit interessiert, sondern an Ernährung, Unterhaltung und den einfachen Genüssen des Lebens. Deshalb müsse es von einem starken Staat kontrolliert und gelenkt werden. Für Vergil steht der Staat nicht im Mittelpunkt seines Denkens. Die Zeit werde vom Schicksal bestimmt, „unbeeinflusst und unbeeinflussbar von irdischer Macht und irdischen Einrichtungen“. Augustus Reich ist seiner Meinung nach erst mit der wachsenden menschlichen Frömmigkeit auf dem Weg der Entfaltung. Ausgangspunkt seines Denkens ist die „Frömmigkeit der Einzelseele, jenseits des Staates“, welche die „Zwiesprache mit dem Göttlichen“ sucht. Dann werde „aus dem Staate der Bürger […] der Staat der Menschen“, das „neue Reich […] das begnadet ist, die Schöpfung zu gewährleisten“. Für Augustus sind das gefährliche, die Ordnung unterminierende Gedanken, er beschuldigt Vergil, aus Neid seine Staatstheorie durch eine transzendentale Vision relativieren zu wollen. Der Dichter ist über diese Vorwürfe erschrocken und er versucht den Kaiser zu besänftigen, indem er bereit ist, diesem seine Äneis zu widmen und ihm die Manuskripte treuhänderisch zu übergeben. Damit hat Augustus sein Ziel erreicht, denn an die Realisierung ihrer Vereinbarung, dass das Epos von Vergil nach seiner Gesundung in Rom fertiggestellt werden soll, glauben wohl beide nicht. Vergil erhält als Gegenleistung die Zusicherung, dass nach seinem Tod seine Sklaven die Freiheit erhalten.
Nach Augustus Abschied regelt Vergil mit Lucius und Plotius seinen Nachlass, seine Besitzungen, sein Vermögen und seine Dichtung. Er hat sich damit abgefunden, dass die menschlichen Werke unvollkommen sind und überträgt den Freunden die Aufgabe der Herausgabe der Äneis. Lucius soll nur formale Fehler verbessern, aber keine inhaltlichen Veränderungen oder Ergänzungen vornehmen. Dazwischen fällt der sterbende Dichter immer wieder in Fieberträume, in denen er den Weg vom Vortag zurück durch die Stadt zum Meer getragen wird. Dabei schieben sich in seiner Vorstellung verschiedene Schichten ineinander: „Wirklichkeit türmte sich hinter Wirklichkeit: hier die Wirklichkeit der Freunde und ihrer Sprache, dahinter die einer unauslöschlich holden Erinnerung, in der ein Knabe spielte, dahinter die der Elendshöhlen, in denen der Augustus wohnen mußte, dahinter die des drohend spröden Liniengewirrs, ausgebreitert über das Seiende, über Welten und Aber-Welten, dahinter die Wirklichkeit der Blumenhaine, oh, und dahinter, unerkennbar, unerkennbar die wirkliche Wirklichkeit […] die Wirklichkeit der wiedererstehenden Schöpfung, überstahlt vom Gestirn des unerschaubaren Auges, die Wirklichkeit der Heimat“.

### IV Äther – Die Heimkehr
In seinem traumatischen Zustand setzt sich Vergils Reise in den Tod auf einem Boot über das sich immer mehr im Dunst des Unendlichen verlierende Meer fort. Der Knabe Lysanias steht am Bug, Plotius rudert und der Steuermann im Heck gibt die Richtung vor. Ihre Gestalten werden immer durchsichtiger und lösen sich allmählich auf. In aus den ersten beiden Kapitel bekannten hyperbolischen Formulierungen werden die Eindrücke des Sterbenden umschrieben, aber diesmal sind es paradiesische Ewigkeitsassoziationen wie die „Verdoppelung des Seins“, eine „Stille auf höherer Ebene“ und die „zweite Unendlichkeit“, die „Unendlichkeit des wahren Lichts“ mit „höhere[m] Wissen auf höherer Ebene“.  Der Kahn verlässt mit ihm sein Zwischenreich: „Die Ufer blieben zurück, und das war ein leichtes Abschiednehmen vom menschlichen Sein und Hausen“, „Abschied im verwandelt Unwandelbaren,“ Auflösung und „Einswerdung von Außengesicht und Innengesicht“, die „Verwandlung des Endes zum Anfang, Rückverwandlung des Sinnbilds zum Urbild“. Plotia Hieria verschmilzt mit dem Knaben Lysanias zu einer Figur, die Vergil vorauseilt durch Himmelsglanz von „durchsichtigster Endgültigkeit“. Sie führt ihn zu einer Küste und sie durchwandern als Seelen einen idyllischen Paradies-Garten, in dem alle irdischen räumlichen und geistigen Vorstellungen in einer All-Harmonie verschwinden. Dann erlebt er in mehreren Metamorphosen die Rückentwicklung des Lebens: In wechselseitiger Spiegelung verschmelzen Plotia und er zu einer Person, sein Bewusstsein erweitert sich in einer Art Naturmystik um tierische und vegetative Elemente. Der hell ausgestrahlte Garten verändert sich in der Nacht zu einem wasserüberfluteten Dickicht mit einem „unaufhörlich sich erneuernde[n] Gesproß und Getriebe“, zu einer Ur-Finsternis mit Sternenkuppel und Sonne „im fließenden Zugleich“ im unendlichen Raum. Firmament und nach oben wuchernde Vegetation ringen miteinander. Er blickt „aufwärts in das Antlitz des Himmels“ und sieht den Stern des Ostens, „dessen Unendlichkeitsleuchten ihm Wegbegleiter gewesen war“, doch Gestirn nach Gestirn stürzt ins Pflanzengestrüpp. Die Vegetation verwelkt zu einer nackten Steinlandschaft unter einer „atemberaubten, atemlosen Weltennacht“. Er selbst wird zu einem Lehm-Stein-Felsen, dem der Stern des Morgens als sehendes drittes Auge über den beiden erblindeten in die Stirn eingesenkt wird. Das Erstarrte verflüssigt sich wieder und er sinkt in des „Vergessens Unendlichkeit“. Das Geschmolzene wird als flüssiges Licht in die Himmelskuppel zurückgebracht, und er schwebt als Auge in dem Raum und korrespondiert mit dem großen Auge in der sich öffnenden Kuppel. Im Stadium des „gebärende[n] Nichts“ erhält er den „Befehl zur Umwendung“, und es beginnt eine neue Schöpfung mit dem Paradies, diesmal verbunden mit der Mutter-Sohn-Symbolik mit Assoziationen zum Christusbild und einer Erlösungshoffnung. „[D]er Ring der Zeit hatte sich geschlossen“. Als letzte Erkenntnis hört er das Nichts und das All hervorbrechende „reine Wort“: „Er konnte es nicht festhalten […] unfaßbar unaussprechbar war es für ihn, denn es war jenseits der Sprache“.

## Zitate
- Größer als die Erde ist das Licht.[8]
- Nur das Ruhende ist zur Wegweisung imstande.[9]
- Nur im Irrtum wird der Mensch zum Suchenden.[10]
- Je verworfener er [der Mensch] wird, desto sterblicher wird er.[11]
- Schönheit kann nicht ohne Beifall leben; Wahrheit versperrt sich dem Beifall.[12]
- Dichtung entstammt der Dämmerung.[13]
- Der Sklave verehrt die Götter seines Herrn.[14]
- Was aber einmal wahrhaft getan ist, das gehört allen.[15]
- Das Unendliche ist es, von dem aller Zusammenhang im Seienden getragen wird.[16]
- Vieles gewinnt ja erst mit der Zeit seinen eigentlichen, anfangs bloß vorgeahnten Sinn.[17]
- Wer liebt, ist jenseits seiner Grenze.[18]

## Selbstzeugnisse
Meist vor der Publikation des Romans, höchstwahrscheinlich als Ergebnis des Dialogs mit dem Verlagslektor, hat Broch den Text zu verschiedenen publikatorischen Anlässen kommentiert. Aber diese gut gemeinten Rechtfertigungsschriften wurden teilweise erst im Anhang von Nachauflagen veröffentlicht. In jenen aus den Jahren 1939 bis 1946 stammenden Papieren stehen mitunter die gleichen Wendungen.
- Broch beurteilt seinen Vergil als „ein schwieriges Buch“.[20] dessen Lektüre „seine unglücklichen Leser von vornherein verwirrt“[21]
- Vergil belauscht im zweiten Kapitel seine Kindheitslandschaft und darin sich selbst – als Achtjährigen in Cremona zur Winterszeit und gesteht, das ganze Leben lang habe er das Sterben belauscht. Dieses Eingestehen seines Beobachtungsgegenstandes passt zu Erklärungen Brochs in seinen Selbstzeugnissen,[22] der Vergil sei die äußerst schwierige dichterische „Annäherung an den Tod“.
- Während Vergil im zweiten Buch (Der Abstieg) tief in die innere Welt zu seinen „vegetativsten Wurzeln“ hinabsteige, setze er sich im dritten Buch (Die Erwartung) noch einmal mit der Umwelt auseinander.[23]
- In einer „Zeit der tiefsten Wertzersplitterung“ könne der suchende, ethische Mensch Vergil, so hofft Broch, dem Leser vielleicht Stütze sein.[24]
- Zum Stil im Vergil: „Klarheit ist in jeder Sprache erst die Frucht einer Entwicklung. Daher gebe ich auch gern zu, daß ich nicht vollständig mit dieser Aufgabe… fertig geworden bin.“[25]
- Broch nennt 21 Vergil-Zitate, die er in den Text eingefügt hat.[26]
- Lesenswert sind Brochs Kommentare allemal, erhellen sie doch teilweise nach der Lektüre das „Umfeld“. Dazu ein Beispiel: Im Roman wird im Gespräch Vergils mit Augustus über Philosophie und Dichtung nur angedeutet, weshalb er nach Athen ging. Den Grund findet der Leser in den Kommentaren. Vergil, vielseitig, war nicht nur Schriftsteller, sondern u. a. auch Philosoph. In Athen, der Stadt Platons, hatte der Dichter den Platz und die Ruhe zum Philosophieren gesucht.[27]

## Form
Auffällig sind die Länge der Sätze und der reichliche Gebrauch von Pleonasmen, z. B. „flüchtige Flüchtigkeit“, „trauernde Traurigkeit“, „genießerischer Genuß“, „hintergründigster Hintergrund“, „entsetzlicheres Entsetzen“, „unvergeßbar Unvergessenes“, „die Steinversteinerung“ „das inhaltlich Inhaltslose“ „das wirklich Wirkliche“ „blinde Blindheit“.

## Rezeption
- Hannah Arendt, die mit Hermann Broch ebenfalls eine Freundschaft verband, teilte diesem in einem Brief aus dem Jahr 1946 mit: „Sehen Sie, dies ist seit Kafkas Tod die größte dichterische Leistung der Zeit, weil es unbeirrbar an dem wenigen Fundamental-Einfachen festhält.“[38]
- Thomas Mann äußerte laut Dieter Lohr, der Vergil sei „eines der ungewöhnlichsten und gründlichsten Experimente“.[39]
- Nach Imre Trencsényi-Waldapfel brachte „nicht die Unzufriedenheit des Künstlers, sondern die Enttäuschung des Menschen“ Vergil auf den Gedanken, sein Gedicht zu vernichten.[40]
- Dietrich Simon versteht den Roman „als Selbstbefragung eines Individuums“, in dem es u. a. um „das Nachdenken über die Funktion der Kunst“ gehe.[41]
- Walter Jens schreibt: „Hinter Vergil steht Hermann Broch“.[42] und analysiert die „musikalische Sprache“[43] Jens bringt den Gehalt des Romans auf die kürzeste Formel: „Liebe ist für Broch identisch mit der Wirklichkeit, ist einzige Wirklichkeit außer dem Tode.“[44]
- Hans-Dieter Gelfert zitiert den ersten Satz des Romans und meint, schon daran hätte die zeitgenössische Kritik, die ihn mit Ulysses von James Joyce verglichen habe, erkennen können, dass ihn „das Schicksal eines reinen Seminargegenstands“ habe ereilen müssen wegen des „ambitionierte[n], bewusst nach höchstem Niveau strebende[n] Stil[s], der von deutschen Kritikern und Bildungsbürgern“ als „Qualitätsmerkmal angesehen“ worden sei. Doch verliere dieser Stil nur dann, wenn er „wie bei Thomas Mann mit Ironie gewürzt [sei,] […] den Charakter des stilistischen Schauturnens“.[45]
- Dieter E. Zimmer setzt 2005 die Linie der eher feuilletonistisch-beiläufigen Seitenhiebe fort und führt die mittlere Satzlänge von 91 Wörtern an, „die selbst den gutwilligsten Leser überforder[e]“.[46]
- Für Karl Ove Knausgård ist Der Tod des Vergil „einer der wichtigsten Romane der Moderne im 20. Jahrhundert“.[47]